# Decreolisatie
Decreolisatie is in de taalkunde het voornamelijk hypothetische verschijnsel dat een creooltaal vrijwel volledig terug evolueert naar een van de talen waar hij zich eerder uit heeft ontwikkeld, de superstraattaal. Iets anders gezegd: binnen het postcreools continuüm wordt de grens tussen acrolect, mesolect en basilect steeds vager totdat uiteindelijk de laatste twee categorieën volledig in de eerste opgaan. Meestal is decreolisatie een rechtstreeks gevolg van het feit dat de superstraattaal meer aanzien heeft en/of de meest dominante taal is in het betreffende taalgebied (zie ook daktaal). 
Het idee van decreolisatie is in 1968 voor het eerst voorgesteld door Keith Whinnom. De laatste jaren is het echter onder invloed van Amerikaanse taalkundigen als Derek Bickerton en John R. Rickford onder vuur komen te liggen, omdat het verschijnsel decreolisatie in strijd lijkt met de manier waarop een pidgin - de voorloper van een creooltaal - zich in het algemeen ontwikkelt. Bij dergelijke processen is vrijwel altijd sprake van een sterk vereenvoudigde grammatica van de uiteindelijke creooltaal ten opzichte van de superstraattaal. Bij decreolisatie is juist het omgekeerde het geval, waardoor dit laatste verschijnsel geen natuurlijke taalontwikkeling lijkt. 
Niettemin zijn er in de eigentijdse vergelijkende taalkunde ontwikkelingen aan te wijzen die als voorbeelden van decreolisatie zouden kunnen worden aangemerkt. Zo ontwikkelt bijvoorbeeld het Sranantongo, dat als afzonderlijke taal weinig prestige heeft, zich steeds meer in de richting van zijn superstraattaal, het Standaardnederlands. Een ander voorbeeld is het Jamaicaans-Patois, dat zowel met het Jamaicaans-Engels als met het Standaardengels een continuüm vertoont en steeds meer in de richting van met name het Standaardengels evolueert. 